# Скала ди Ђока (Сасари)
Скала ди Ђока је насеље у Италији у округу Сасари, региону Сардинија.
Према процени из 2011. у насељу је живело 40 становника. Насеље се налази на надморској висини од 153 м.